# レオ・カダノフ

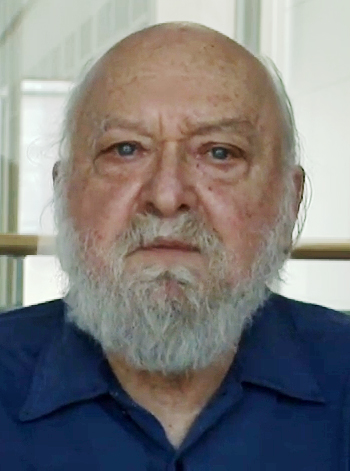

レオ・フィリップ・カダノフ（Leo Philip Kadanoff、1937年1月14日 -2015年10月26日 ）はアメリカ合衆国の物理学者、シカゴ大学の物理学教授、アメリカ物理学会会長。統計物理学、カオス理論、物性物理学の理論の分野で貢献している。
ニューヨーク市出身。ハーバード大学で物理学の学士号・博士号を取得した。

## 経歴
カダノフはコペンハーゲンのニールス・ボーア研究所でポスドク研究を行った後、1965年にイリノイ大学物理学部に移った。
カダノフは当時は超伝導の研究を行っていた。1960年代後半、相転移中の物質の組織の構造を研究し、磁石の磁化や液体の沸騰などといった相転移現象は繰り込み群（スケール普遍性と臨界普遍性）の考え方で理解できることを示した。カダノフらは、全ての二次相転移のデータをこの2つの考えで説明した。この同じ考えは現在では広い範囲の科学的、工学的問題に当てはめられており、都市計画、コンピュータ科学、流体力学、生物学、応用数学、地球物理学などに適用されている。
1969年に彼はブラウン大学に移籍した。そこで固体状態の物質と都市成長の数学的類似性を発見し、ロードアイランド州の都市計画プログラムに大きく貢献した。1968年にシカゴ大学に移り、物理学と数学を教えた。ここでは数学と流体系におけるカオス理論の研究等に従事した。
カダノフは1982年のノーベル物理学賞候補にノミネートされ、オハイオ州立大学のケネス・ウィルソンとの共同受賞が有力と見られたが、結局ウィルソン単独での受賞となった。
彼は全米科学アカデミー、アメリカ芸術科学アカデミー、アメリカ哲学学会のメンバーであり、アメリカ物理学会、アメリカ科学振興協会のフェローである。
彼がゴードン・ベイムとともに著した教科書"Quantum Statistical Mechanics" (ISBN 020141046X)はこの分野の突出した名著で、広く翻訳されている。
彼はレオ・イラクリオティスとともにシカゴ大学にCenter for Presentation of Scienceを設立した。2015年10月26日、病気による合併症のため死去。

## 受賞歴
- 1977年 アメリカ物理学会からバックリー賞
- 1980年 ウルフ賞物理学部門
- 1986年 エリオット・クレッソン・メダル
- 1989年 国際純粋・応用物理学連合からボルツマン賞
- 1998年 アメリカ物理学会からラルス・オンサーガー賞
- 1998年 フランス科学アカデミーからグランドメダル
- 1999年 アメリカ国家科学賞
- 2006年 ローレンツメダル
- 2011年 アイザック・ニュートン・メダル

その他、シカゴ大学から優秀な授業に対して与えられるクアントレル賞、ハーバード大学から百年記念賞を受賞した。